# Erythropalum scandens
Erythropalum scandens är en tvåhjärtbladig växtart som beskrevs av Carl Ludwig von Blume. Erythropalum scandens ingår i släktet Erythropalum och familjen Erythropalaceae. Inga underarter finns listade i Catalogue of Life.